# امپراتور نینگ زونگ
امپراتور نینگ‌زونگ (۱۱۶۸–۱۲۲۴ میلادی) سیزدهمین امپراتور دودمان سونگ بود که از سال ۱۱۹۴ تا ۱۲۲۴ میلادی سلطنت کرد. دوره حکومت او مشخصاً با دستاوردهای فرهنگی و علمی مختلف شناخته می‌شود. تسو شی برخی از مهم‌ترین آثار فلسفی خود را در این دوره به نگارش درآورد.
با این حال، امپراتور نینگ‌زونگ در بخش سیاسی چندان موفق نبود. تورم افسار گسیخته اقتصاد کشور را به تباهی کشاند و از طرفی دیگر، پیشروی‌های جورچن‌ها از شمال نیز موجب تضعیف قدرت نظامی دودمان سونگ شد.

## منبع
- Emperor Ningzong of Song